# Andimeschk (Verwaltungsbezirk)
Andimeschk (persisch شهرستان اندیمشک) ist ein Schahrestan in der Provinz Chuzestan im Iran. Er enthält die Stadt Andimeschk, welche die Hauptstadt des Verwaltungsbezirks ist. 

## Demografie
Bei der Volkszählung 2016 betrug die Einwohnerzahl des Schahrestan 171.412. Die Alphabetisierung lag bei 88 Prozent der Bevölkerung. Knapp 88 Prozent der Bevölkerung lebten in urbanen Regionen.
| Zensusjahr | Einwohnerzahl |
| ---------- | ------------- |
| 2011       | 167.126       |
| 2016       | 171.412       |